# Шокшозеро
Шокшозеро — пресноводное озеро на территории Винницкого сельского поселения Подпорожского района Ленинградской области.

## Общие сведения
Площадь озера — 3 км², площадь водосборного бассейна — 182 км². Располагается на высоте 111,0 метров над уровнем моря.
Форма озера продолговатая: оно почти на три километра вытянуто с запада на восток. Берега каменисто-песчаные, местами заболоченные.
С юго-западной стороны Шокшозера берёт начало река Шокша, впадающая в Оять, левый приток Свири.
С северо-востока в Шокшозеро впадает река Вытмуса, несущая воды озёр Гонгинского, Кимозера, Сяргозера и Оренженского.
В озере расположено не менее двух небольших безымянных островов.
Населённые пункты и автодороги вблизи водоёма отсутствуют.
Код объекта в государственном водном реестре — 01040100811102000015708.